# Theater an der Luegallee

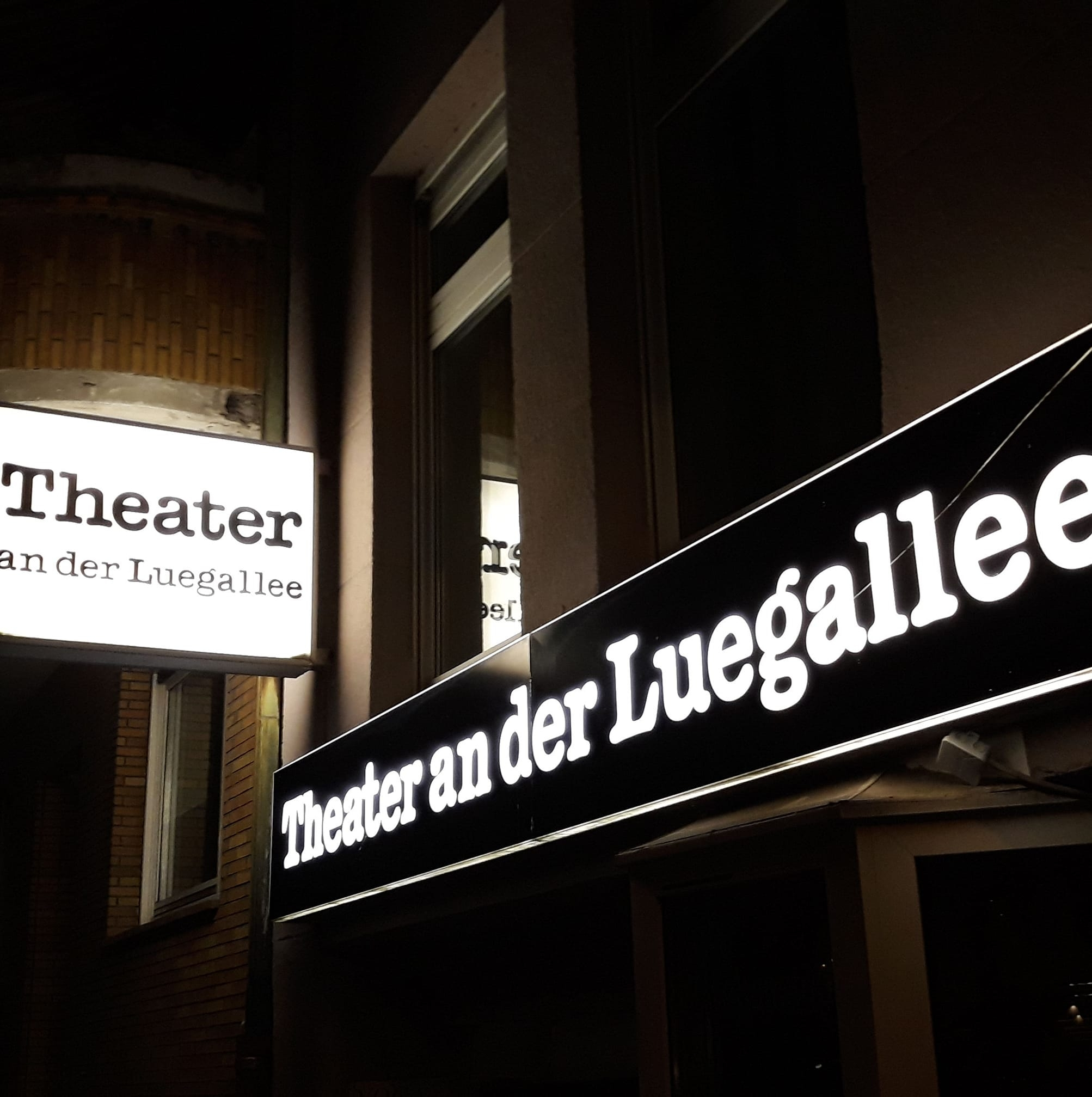
Außenansicht des Theaters an der Luegallee 4, 2020

Das Theater an der Luegallee ist ein Privattheater in der Luegallee in Düsseldorf-Oberkassel. Das Programm umfasst Komödien, Kriminalstücke, Kleinkunst und Lesungen.

## Geschichte
Das Theater an der Luegallee wurde 1980 von Isolde Rasem mit knapp 100 Plätzen gegründet. Es entstand in einem ehemaligen Möbellager. 1996 erhielt Isolde Rasem für „ihre maßgebliche Bereicherung des Kulturlebens der Stadt Düsseldorf“ den Landesverdienstorden des Landes Nordrhein-Westfalen.
1999 wurde das kleine Theater von Ingrid Wanske, Joachim Meurer und Wolfgang Welter übernommen. Die Platzanzahl wurde auf 75 verringert. 2006 schied Welter aus der Theaterleitung aus. In den Jahren 2013 bis 2018 hatte das Theater bei jährlich 188 bis 242 Vorstellungen zwischen 8.319 und 11.431 Besucher.
2020 wurde das Theater von Christiane Reichert übernommen. Sie versteht das Haus als „Unterhaltungstheater“ mit einem breit-gefächerten Angebot aus Krimis, Thrillern, Komödien und Lesungen. Im Jahr 2022 zählte das Theater bei 202 Veranstaltungen rund 7.400 Besucher. Es erzielte Einnahmen von 228.000 Euro, davon 41.000 Euro als Zuschüsse der Stadt Düsseldorf und 68.000 Euro als Corona-Förderungen.
Während der COVID-19-Pandemie in Deutschland wurde Christiane Reichert von mehreren Zeitungen (u. a. Süddeutschen Zeitung) zum Thema Theaterschließungen und ihrem Umgang mit der Krise im Kulturbetrieb interviewt. Trotz der strengen Coronaauflagen war das Theater nach dem Lockdown 2020 eines der ersten Häuser in Düsseldorf, die den Spielbetrieb wiederaufnahmen.

## Produktionen (Auswahl)
Bekannte Produktionen im Theater an der Luegallee waren: Miss Marple ermittelt: Scherz beiseite (2020), Sherlock Holmes: Der Hund von Baskerville (2020), Fisch zu viert (2021), Das Meerschweinchen (2021), Rheinblut – Eine Stadt jagt den Vampir (2022), Ein Mord(s)-Sonntag (2022), Was Frauen wirklich wollen (2022), Die Patientin (2023), Eine Leiche zum Kaffee (2023) und Das Gasthaus an der Düssel (2024).

## Rezeption
Die Kölner Boulevardzeitung Express zählte das Theater an der Luegallee zusammen mit dem KaBARett FLiN zu den wichtigen kleineren Theatern der Landeshauptstadt.
Im Marco Polo Cityguide Düsseldorf heißt es: „Diese gemütliche Boulevardbühne sorgt mit viel Tempo, Witz und manchmal auch ein wenig nachdenklich stimmenden Inszenierungen für vergnügliche Abende.“